# Tambukanské jezero
Tambukanské jezero (rusky Тамбуканское озеро nebo Большой Тамбукан), je hořkoslané jezero na severním Kavkaze na hranici Stavropolského kraje a Kabardsko-Balkarska v Rusku. Má rozlohu 1,87 km². Je hluboké 1,5 až 3,1 m.

## Lázně
Na dně jezera pod solankou leží mocná vrstva jílového bahna. Obsahuje sulfáty a chloridy, sodné a hořečnaté, s mineralizací 50 až 60 g/l. Využívá se především k léčení v bahenních lázních Kavkazských minerálních vod. 12 km od jezera se nachází město Pjatigorsk.